# Ever After High
Ever After High – animowany serial internetowy nawiązujący do postaci lalek firmy Mattel. Emitowany od 31 maja 2013 (w wersji polskiej od 2 maja 2014).
Bohaterowie są postaciami z bajek, co odróżnia je od większości lalek. Postacie są przedstawione jako dzieci bajkowych postaci takich jak Śpiąca królewna – Briar Beauty, Królewna Śnieżka – Apple White, Raven Queen i Hunter Huntsman, Alicja w Krainie Czarów – Madeline Hatter, Lizzie Hearts, Kitty Cheshire, Alistair Wonderland i Bunny Blanc, Kopciuszek – Ashlynn Ella, Pinokio – Cedar Wood, Czerwony Kapturek – Cerise Hood i Hunter Huntsman, Roszpunka – Poppy O`Hair, Złotowłosa i trzy misie – Blondie Lockes, Jaś i Małgosia – Helga Crumb, Gus Crumb i Ginger Breadhouse i inni.
Cała szkoła podzielona jest teraz na dwie strony. Royalsi (Lojaliści) to ci, którzy w pełni akceptują swoje przeznaczenie i zobowiązali się je wypełnić, aby historia dalej mogła być opowiadana. Rebelsi (Buntownicy) zaś pragną napisać własne szczęśliwe zakończenie i nie zgadzają się na wypełnienie własnego przeznaczenia.

## Postacie

### Główni bohaterowie
- Alistair Wonderland – syn Alicji z Krainy Czarów, opowiadający się po stronie Royalsów. Potrafi w mig rozwiązać każdą zagadkę. Jest zakochany w Bunny Blanc, z wzajemnością, ale żadne z nich o tym nie wie. Nic nie wiadomo o jego współlokatorze.
- Apple White – córka Królewny Śnieżki, Royals. Jest uwielbiana przez nauczycieli, uczniów i nawet dyrektora Ever After High. Kiedy zatrzepocze rzęsami, na ratunek przybywają jej wszystkie zwierzęta i chłopcy z okolicy. W przyszłości ma wziąć ślub z księciem Daring`iem Charmingiem, ale na razie są tylko przyjaciółmi. Przyjaźni się z Briar Beauty, Ashlynn Ellą. Apple nie może się doczekać otrucia jabłkiem, lecz na razie jej przeznaczenie stoi pod znakiem zapytania, ponieważ Raven Queen nie zamierza podać jej otrutego jabłka. Mimo to dziewczyny mają dobre relacje i nawet dzielą ze sobą pokój. Apple White jest pewna siebie i często zachowuje się samolubnie, lecz naprawdę jest dobrą, pomocną dziewczyną o złotym sercu.
- Ashlynn Ella – córka Kopciuszka. Opowiada się za Royalsami. Jej wielką miłością są buty i Hunter Huntsman. Jednak nie powinni się spotykać, gdyż opowiadają się po innych stronach w konflikcie przeznaczeń. Rozważa zostanie Rebelsem ze względu na jej związek z Hunter`em, który nie należy do jej opowieści. Umie rozmawiać z wszelkimi roślinami lub zwierzętami, kocha naturę. Człon Ash w jej imieniu oznacza popiół, co jest oczywistym nawiązaniem do Kopciuszka, tak samo, jak jej nazwisko Ella (ang. Cinderella). Mieszka z Briar Beauty. Dziewczyna przyjaźni się z wieloma Royalsami jak Apple White, Briar Beauty, Blondie Lockes, lecz uważa, że Hunter to jedyna osoba, która ją w pełni rozumie.
- Blondie Lockes – córka Złotowłosej (Złotowłosa i trzy niedźwiedzie). Została Royalsem i usiłuje dopasować się do szkolnej elity. Chce, żeby uznano, że posiada królewskie korzenie. Jest świetną reporterką, dlatego prowadzi popularnego bloga, Zwierciadlany Portal. Czasem dziewczyna przedstawia w nim różne plotki, lecz blog ma wielu fanów i posiada wielką popularność wśród uczniów. Potrafi otworzyć każde drzwi za pomocą wsuwki do włosów. Nosi ich wiele we włosach, bo nie wiadomo kiedy mogą się przydać. Jej współlokatorką została Amora Cupid, a przyjaźni się z Briar i Apple. Dziewczyna jest wybredna, tak samo jak w jej opowieści.
- Bunny Blanc – córka Białego Królika z Krainy Czarów. Potrafi przybrać postać królika. Zakochana w Alistairze. Bunny w tłumaczeniu oznacza króliczka. Dzieli pokój z Faybelle Thorn. Przyjaźni się z wszystkimi z Krainy Czarów: Madeline Hatter, Kitty Cheshire, Alistair`em Wonderland`em, Lizzie Hearts, lecz jest w najbliższych relacjach z Alistair`em Wonderland`em i Lizzie Hearts. Zawsze trzyma się z nimi. Jest ona nieśmiałą i inteligentną dziewczyną, jest ona również dojrzała oraz skromna. Jeśli chodzi o rozwiązywanie problemów to jest ona bardzo nerwowa. Bunny zawsze dociera na czas, gdziekolwiek się wybiera.
- Briar Beauty – bardzo towarzyska, imprezowa córka Śpiącej Królewny, będąca po stronie Royalsów. Uwielbia organizować przyjęcia i brać udział we wszelkich ekstremalnych czynnościach, ponieważ chce się wyszaleć przez stuletnim snem. Briar żyje pełnią życia. Dziewczyna obecnie z nikim się nie spotyka, ponieważ od jej Księcia z Bajki dzieli ją aż 100 lat snu. Cechuje ją magiczna umiejętność słyszenia różnych rzeczy z odległości kilku kilometrów podczas snu oraz... zasypiania kilka razy w ciągu dnia. W tłumaczeniu - beauty to piękno, zaś briar - dzika róża. Mieszka z Ashlynn Ellą i przyjaźni się z nią jak i z Blondie Lockes i Apple White.
- Amora Cupid – córka Erosa-mitycznego boga miłości, współlokatorka Blondie Lockes. Przyjaźni się z Apple White i Raven Queen. Mimo że fatalnie strzela z łuku, to udziela celnych sercowych porad innym uczniom. Dziewczyna stara się z całych sił połączyć zakochanych w sobie ludzi, pomóc im znaleźć drugą połówkę oraz pomaga im się wsłuchiwać w głos serca- bo ono nie kłamie. Zakochana w Dexterze Charmingu, jednak on o niczym nie wie. Jest Rebelsem, ponieważ jest zdania, że każdy powinien sam wybierać sobie miłość, nie powinna być ona narzucona odgórnie. Posiada ona białe skrzydła anioła.
- Cedar Wood – córka Pinokia, która jest Rebelsem. Sądzi, że każdy powinien mieć swobodę wyboru własnej ścieżki, mimo to pragnie być następnym Pinokiem i podobnie jak on stać się pradziwym człowiekiem. Jest kiepskim kłamcą, ponieważ w młodości rzucono na nią klątwę, która sprawiła, że dziewczyna może mówić tylko prawdę i nie może nawet omijać prawdy. Ponieważ jest zrobiona z magicznego drewna, doskonale pływa, ponieważ unosi się na wodzie. Dzieli pokój z Cerise Hood, z którą się przyjaźni. Dziewczyna ma również bliskie stosunki z Raven Queen i Madeline Hatter. Nie wiadomo czy Cedar się z kimś spotyka.
- Cerise Hood – córka Czerwonego Kapturka i Złego Wilka. W konflikcie przeznaczeń stoi po stronie Rebelsów, gdyż nie ma innego wyjścia. Ze względu na fakt, iż jej matka była dobrym, a ojciec złym charakterem, nie powinna się w ogóle urodzić. Ponieważ Cerise ma wilcze korzenie, doskonale biega, jest świetnym sportowcem i posiadaczem wilczych uszu, które musi ukrywać pod czerwonym kapturem. Peleryna pozwala jej niepostrzeżenie przebiegać pod osłoną cieni. Ma po tacie również wyostrzone zmysły. Przyjaźni się z Cedar Wood- swoją współlokatorką z Raven Queen i Madeline Hatter. Ma również bliskie relacje z Ginger Breadhouse.
- Duchess Swan – córka Księżniczki Łabędzi ze słynnego baletu Jezioro Łabędzie. Mimo że dziewczyna jest Royalsem, nie akceptuje do końca swojego przeznaczenia, ponieważ zawiera ono tragiczne zakończenie. Dlatego jest bardzo zazdrosna o losy innych księżniczek, gdyż one będą mieli swoje " żyli długo i szczęśliwie", a ona nie. Wciąż usiłuje zamienić swoje przeznaczenia z inną księżniczką, jednak bezskutecznie. Z uwagi na swoje pochodzenie, Duchess jest doskonałą tancerką, umie tańczyć na wodzie i zamieniać się w łabędzia, jednak z czarnymi piórami, zamiast białych. W tańcu, a szczególnie w balecie- nikt jej nie pokona. Dzieli pokój z Lizzie Hearts.
- Faybelle Thorn – córka Złej Wróżki. Pomimo faktu, że jest ona czarnym charakterem, akceptuje swoje przeznaczenie i jest Royalsem. Chce wypełnić swoje przeznaczenie Złej Wróżki i zostać najgorszym czarnym charakterem. Przyjaźni się z Briar Beauty oraz Duchess Swan. Umie zwiększyć moc każdego zaklęcia, wykrzykując je. Gdy się złości jej twarz ciemnieje, przedmioty wokół niej unoszą się, a jej głos nabiera echa. Dziewczyna jako dziecko kochała cheerleadering. Jest też kapitanem zespołu cheerleaderek w szkole. Posiada półprzezroczyste skrzydełka, które pozwalają jej latać i wykonywać różne akrobacje.Jej współlokatorką została Bunny Blanc.
- Ginger Breadhouse – córka Wiedźmy z Piernikowej Chatki. Dziewczyna została Rebelsem. Uwielbia piec i gotować oraz częstować innych swoimi wypiekami i potrawami. Chce wszystkić uszczęśliwić swoimi daniami Posiada umiejętność dodawania zaklęć do przyrządzanego jedzenia np. osoba po zjedzeniu dania staje się niewidzialna. Jej potrawy zawsze wychodzą. Jest cichą dziewczyną, jest bardzo smutna gdy ktoś boi się spróbować jej dań. Ginger jest słodka, dobroduszna i zawsze wybaczy wszystkim zła, którego się wobec niej dopuścili. Dzieli pokój z Melody Piper. Przyjaźni się z Raven Queen, Cerise Hood i Faybelle Thorn, gdyż te znały się od dzieciństwa.
- Holly O'Hair – córka Roszpunki. Posiada bardzo długie włosy, z którym potrafi stworzyć bardzo mocną linę lub jedwabną tkaninę. Pragnie spełnić swoje przeznaczenie, toteż stoi po stronie Royalsów. Holly boi się, że wejdzie do pomieszczenia, w którym za nią zatrzasną się drzwi i będzie tam uwięziona. Ma również lęk wysokości. Jest skrycie zakochana w Daring`u Charming`u. Dziewczyna ma starszą siostrę, Poppy, jednak wszyscy myślą, że jest młodsza, bo wtedy żadna z bliźniaczek nie miałaby wymarzonego przeznaczenia. Poppy nie dostała przeznaczenia po matce. Holly przyjaźni się ze swą siostrą oraz z Blondie Lockes, która pomaga jej otwierać zamknięte przejścia. Holly dzieli pokój z Poppy.
- Hunter Huntsman – syn myśliwego z Królewny Śnieżki. Jest Rebelsem, ponieważ kocha zwierzęta i nie zamierza ich zabijać. Spotyka się z Ashlynn Ellą, z którą dzieli miłość do natury i zwierząt. Dwójka utrzymuje ten fakt w tajemnicy, gdyż związki pomiędzy Royalsami i Rebelsami są praktycznie niemożliwe. Z drewna umie zrobić niemal wszystko, w rekordowo szybkim czasie. Mieszka z Dexterem Charmingiem.
- Kitty Cheshire – córka Kota z Cheshire w Krainie Czarów. Uwielbia płatać innym psoty. Ma zdolność znikania i pojawiania się w innymi miejscu (teleportacji). Czasem klasyfikuje się ją jako Rebelsa, jednak tak naprawdę pragnie być taka, jak jej mama. Jej współlokatorką jest Madeline Hatter.
- Lizzie Hearts – córka Królowej Kier z Krainy Czarów. Ma zwyczaj wykrzykiwania skrócić o głowę! - tak wyraża np. fakt, że kogoś lubi. Jest Royalsem ze względu na królewskie korzenie. Umie ruchem ręki zbudować dowolną rzecz z kart.Dziewczyna jest zauroczona w Daring`u Charming`u i nawet była z nim na randce. Mieszka z Duchess Swan.
- Madeline Hatter – córka Szalonego Kapelusznika, pochodzi z Krainy Czarów. Słyszy narratorów. W konflikcie przeznaczeń opowiada się po stronie Rebelsów, ze względu na swoją najlepszą przyjaciółkę, Raven Queen. Sądzi też, że każdy powinien sam wybrać swoją historię - co nie zmienia faktu, że Madeline podąża śladami swojego ojca. Ze swojego kapelusza może wyciągnąć dosłownie wszystko. Uwielbia pić herbatkę. Mieszka z Kitty Cheshire.
- Poppy O'Hair – córka Roszpunki, siostra bliźniaczka Holly, której dostało się przeznaczenie ich matki. Jest najlepszą stylistką w Ever After High, pracuje w salonie fryzjerskim, kocha dbać o włosy. Włosy dziewczyny nie są długie, jednak za to bardzo cenne i wartościowe. Dlatego też Poppy co rano je podcina. Dzieli pokój ze swoją młodszą siostrą, Holly. Ukrywają one jednak fakt, że Poppy jest starsza, ponieważ gdyby postąpiły inaczej, żadna nie miałaby przeznaczenia o którym marzy. Określa siebie samą jako Royalso-Rebels, ponieważ nie jest w stanie opowiedzieć się za żadną ze stron.
- Raven Queen – córka Złej Królowej. Jako pierwsza sprzeciwiła się przeznaczeniu i nie podpisała Wielkiej Księgi Legend. Dziewczyna, jako Rebels, zainspirowała innych uczniów do podążania za głosem swego serca. Jest w stanie okiełznać nawet najpotężniejszą magię i potrafi rzucać przeróżne zaklęcia - jednak kiedy próbuje użyć ich w dobrej intencji, skutek jest odwrotny od zamierzonego. Wciąż szuka sposobu na wybranie własnego zakończenia bajki i jednoczesne zadowolenie Apple, która oczekuje otrucia przez nią. Przyjaźni się z Madeline Hatter. Została współlokatorką Apple na jej życzenie. Apple chciała po prostu zwrócić Raven na właściwą dla niej, złą drogę.
- Daring Charming – syn Księcia z Bajki, przyszły mąż Apple White. Ma olśniewający uśmiech i wielkie powodzenie u dziewcząt w Ever After High. Opowiada się oczywiście po stronie Royalsów ponieważ lubi swoje przeznaczenie. Ma młodszego brata, Dextera. Nie wiadomo nic o jego współlokatorze.
- Dexter Charming – syn Księcia z Bajki, młodszy brat Daringa. Jest zakochany w Raven i ciągle zbiera się na odwagę, by jej o tym powiedzieć. Kiedy zdejmuje okulary, dziewczyny w pobliżu mdleją. Stoi po stronie Royalsów. Dzieli pokój z Hunterem Huntsmanem, z którym się przyjaźni.

### Inni bohaterowie
- Narratorzy – żeński i męski. Opowiadają każdą historię, jaka ma miejsce w Ever After High. Słyszy ich jedynie Madeline. Choć jest to niepotwierdzone, męski Narrator opowiada się za Rebelsami, zaś żeński stoi po stronie Royalsów.

## Wersja polska
Wersja polska: SDI Media Polska

Reżyseria: Tomasz Robaczewski

Dialogi polskie:
- Ewa Mart,
- Olga Świerk (F1),
- Krzysztof Pieszak (F2),
- Tomasz Robaczewski (F3),
- Barbara Eyman (F4)

Dźwięk: Łukasz Fober

Montaż: Magdalena Waliszewska (część odcinków)

Koordynacja produkcji: Ewa Krawczyk

Kierownictwo produkcji: Katarzyna Ciecierska

W wersji polskiej udział wzięli:
- Justyna Bojczuk – Apple White
- Maria Niklińska – Raven Queen
- Joanna Pach-Żbikowska –
  - Briar Beauty,
  - Wiewiór,
  - Brooke Page (F1)
- Marta Kurzak –
  - Madeline Hatter,
  - Little Bo Beep (odc. 2-3, 14, S1),
  - Złe bibliotekarki przyrodnie (odc. S2),
  - gwary i epizody
- Beata Wyrąbkiewicz – 
  - Amora (C.A. Cupid),
  - Mama miś (odc. 42)
- Monika Pikuła – 
  - Ashlynn Ella,
  - Królowa Kier (odc. S3)
- Grzegorz Drojewski –
  - Holenderski chłopiec (odc. 1-3, S1, S2, S3),
  - Hunter Huntsman (odc. 3, 7, 10, 12, 19, 28-31, 39, 44, 50, 54, S1, F1),
  - Gus Crumb (odc. 36, 41)
- Marta Dobecka –
  - Blondie Lockes,
  - Magiczne lustro (odc. 6),
  - gwary i epizody
- Agnieszka Mrozińska-Jaszczuk – 
  - Cedar Wood,
  - Mały miś (odc. 42),
  - Gissle Widget (odc. 45)
- Józef Pawłowski –
  - Dexter Charming,
  - Olbrzym Tiny,
  - Gęś,
  - Trollica,
  - Jack (odc. 28)
- Gracja Niedźwiedź –
  - Lizzie Hearts,
  - Magical P.A.,
  - Zła królowa (S1)
- Julia Kołakowska-Bytner –
  - Duchess Swan,
  - Helga Crumb (odc. 36)
- Michał Podsiadło –
  - Hopper Croakington II,
  - Daring Charming,
  - Świnka (odc. 15),
  - gwary i epizody
- Jakub Szydłowski – 
  - Sparrow Hood,
  - medyk (odc. 28),
  - Lance Charming (odc. 30),
  - pająk (odc. 41)
- Irena Sierakowska – Cerise Hood (większość odcinków)
- Zuzanna Galia – 
  - Kitty Cheshire,
  - gwary i epizody
- Patrycja Wodzyńska – 
  - Melody Piper,
  - Barista (odc. S2),
  - gwary i epizody
- Paweł Szczesny – Milton Grimm
- Marek Robaczewski –
  - Giles Grimm,
  - Świnki (odc. 1-3, S1),
  - Budzik (odc. S3),
  - Magiczne lustro (odc. S3),
  - Troll (F1)
- Ewa Serwa – 
  - Baba Jaga,
  - Niania Nona (odc. 25),
  - Pani Trollicka (odc. S3),
  - Zła królowa (odc. S3)
- Janusz Wituch –
  - Rumpelslitskin,
  - Marsh King (odc. 30),
  - Pied Piper (odc. 62, 65),
  - Trener Gingerbreadman (odc. 62, 65, S3)
  - Ojciec Grimm (odc. S3),
  - Niby Żółw (F2),
  - Tweedle Dum (F2),
  - Ginger Breadhouse (F3)
- Paulina Komenda – 
  - Holly O'Hair,
  - jedna z przyrodnich sióstr (odc. 37)
- Marta Dylewska – 
  - Poppy O'Hair,
  - jedna z przyrodnich sióstr (odc. 37),
  - panna Muffet (odc. 41)
- Krzysztof Cybiński –
  - Trener Gingerbreadman (odc. 11),
  - Jack B. Nimble (odc. 12, 23),
  - Zły Wilk (odc. 31, 61, 65, F3),
  - Pied Piper (odc. 35, 61),
  - Lance Charming (odc. S3)
- Anna Apostolakis-Gluzińska – 
  - Narratorka,
  - Biała Królowa (odc. 19, S2, F2)
- Zbigniew Konopka – 
  - Narrator,
  - Ptyś Smakłowicz (odc. 36, F1)
- Karol Jankiewicz –
  - Humphrey Dumpty,
  - Trzy koziołki (F1, F2),
  - Biały pion #1 (F2)
- Agata Skórska – Ramona Badwolf
- Bartosz Martyna – owce Little Bo Peep (odc. 3)
- Maksymilian Bogumił – 
  - Hunter Huntsman (odc. 14, 59, 61, F4),
  - gwary i epizody
- Bożena Furczyk – Czerwony Kapturek (odc. 31)
- Gabriela Oberek – Ginger Breadhouse (odc. 36)
- Sebastian Machalski –
  - holenderski chłopiec (odc. 38),
  - tata miś (odc. 42),
  - Billy Goat Gruff
- Agata Grobel –
  - Barista (odc. 38),
  - Helga Crumb (odc. 41),
  - Dziewczyna 2
- Aleksandra Nowicka – Faybelle Thorn (odc. 38, 40-41, 45-46, 49, 54, 59, 65, F2, F3)
- Jakub Wieczorek – Biggle Waggle (odc. 45-46)
- Agnieszka Kunikowska – Królowa wróżek (odc. 46)
- Julia Kunikowska –
  - Bunny Blanc (odc. 47, 51, F1, F2, F4),
  - gwary i epizody
- Milena Suszyńska-Dziuba – 
  - Cerise Hood (część odcinków),
  - Ginger Breadhouse (odc. 48)
- Agata Paszkowska – Brooke Page (odc. 51, F2, F3)
- Bartosz Wesołowski – 
  - Alistair z Krainy Czarów (Alistair Wonderland) (odc. 51, F1, F2, F4),
  - gwary i epizody
- Julia Konarska – Darling Charming (odc. 53-54, F2, F3, F4)
- Izabella Bukowska-Chądzyńska – Lady Marion (odc. 53)
- Maria Pawłowska – Rosabella Beauty (odc. 54, 60-61, F4)
- Agnieszka Fajlhauer – Courtley Jester (odc. 55, F2)
- Natalia Jankiewicz – Justine Dancer (odc. 57, F3, F4)
- Karolina Bacia – 
  - Farrah Goodfairy (odc. 58-59, F3, F4),
  - Jackie Frost (odc. 64, F4)
- Dominika Sell – Nina Thumbell (odc. 60, F3)
- Magdalena Wasylik – Jillian Beanstalk (odc. 62, F3, F4)
- Justyna Kowalska – 
  - Crystal Winter (odc. 64, F4),
  - gwary i epizody
- Dawid Pokusa – Northwind (odc. 64, F4)
- Katarzyna Głogowska – Królowa śniegu (odc. 64, F4)
- Waldemar Barwiński – Król śniegu (odc. 64, F4)
- Angelika Olszewska – Meeshell Mermaid (odc. 66)
- Bernard Lewandowski – Mały Giles Grimm (odc. S3)
- Marek Moryc – Mały Milton Grimm (odc. S3)
- Agata Wątróbska – Kotka z Ceshire (F1, F2, F4)
- Jarosław Domin – Szalony Kapelusznik (F1, F2)
- Anna Sroka-Hryń – 
  - Królowa Kier (F1, F2),
  - Złe bibliotekarki przyrodnie (F2)
- Janusz Zadura –
  - Książka kucharska (F1),
  - Biały rycerz (F1, F2)
- Angelika Kurowska – Lizzie Hearts (F2)
- Krzysztof Szczepaniak – 
  - Biały Królik (F2),
  - gwary i epizody
- Przemysław Wyszyński – Chase Redford (F2)
- Anna Gajewska – Zła królowa / Mira Shards (F2, F3, F4)
- Mieczysław Morański – Gąsienica (F2)
- Sebastian Cybulski –
  - Tweedle Dee (F2),
  - Karta strażnik (F2)
- Artur Kaczmarski – Narrator (F3)
- Ewa Lachowicz – Śnieżka (F3)
- Wojciech Żołądkowicz – 
  - Wróżkowy gangster #1 (F4),
  - gwary i epizody
- Fabian Kocięcki – Wróżkowy gangster #2 (F4)
- Szymon Roszak – Wróżkowy gangster #3 (F4)
- Krzysztof Plewako-Szczerbiński –
  - Mroźny elf #2 (F4),
  - gwary i epizody
- Janusz Kruciński –
  - Mroźny elf #6 (F4),
  - gwary i epizody
- Mateusz Michnikowski – gwary i epizody
- Maksymilian Michasiów – gwary i epizody
- Olga Omeljaniec – gwary i epizody

i inni
Piosenki śpiewali:
- „Ever After High Theme”: Małgorzata Kozłowska oraz Małgorzata Szymańska
- „Tu księżniczki mają moc”: Natalia Szroeder oraz chór w składzie: Krzysztof Kubiś, Małgorzata Kozłowska (czołówka w odc. 57-65, F3, F4)
- „Marzeniem żyj”: Natalia Szroeder (F4)
- Angelika Olszewska (odc. 66)

Lektor napisów ekranowych: Michał Podsiadło

## Spis odcinków
| Premiera odcinka  | Premiera odcinka | N/o | Polski tytuł                      | Angielski tytuł                         |
| ----------------- | ---------------- | --- | --------------------------------- | --------------------------------------- |
|                   |                  |     |                                   |                                         |
| POCZĄTEK          |                  |     |                                   |                                         |
|                   |                  |     |                                   |                                         |
| 30.05.2013        | 16.10.2013       | 01  | Świat Ever After High             | The World of Ever After High            |
|                   |                  |     |                                   |                                         |
| 30.05.2013        | 02.05.2014       | 02  | Bajka Apple: Królewska opowieść   | Apple's Tale: The Story of a Royal      |
|                   |                  |     |                                   |                                         |
| 30.05.2013        | 02.05.2014       | 03  | Bajka Raven: Opowieść zbuntowanej | Raven's Tale: The Story of a Rebel      |
|                   |                  |     |                                   |                                         |
| 26.11.2013        | 22.05.2014       | 04  | Opowieść o ceremonii dziedzictwa  | The Tale of Legacy Day                  |
|                   |                  |     |                                   |                                         |
| ODCINEK SPECJALNY |                  |     |                                   |                                         |
|                   |                  |     |                                   |                                         |
| 15.12.2013        | 20.07.2014       | S1  | Historia dwóch historii           | A Tale of Two Tales                     |
|                   |                  |     |                                   |                                         |
| ROZDZIAŁ PIERWSZY |                  |     |                                   |                                         |
|                   |                  |     |                                   |                                         |
| 18.06.2013        | 22.05.2014       | 05  | Raven jest wściekła               | Stark Raven Mad                         |
|                   |                  |     |                                   |                                         |
| 02.07.2013        | 22.05.2014       | 06  | Prawdziwe odbicie                 | True Reflections                        |
|                   |                  |     |                                   |                                         |
| 16.07.2013        | 22.05.2014       | 07  | Maddie rządzi                     | Maddie-in-Chief                         |
|                   |                  |     |                                   |                                         |
| 30.07.2013        | 22.05.2014       | 08  | Naukowa impreza Briar             | Briar's Study Party                     |
|                   |                  |     |                                   |                                         |
| 13.08.2013        | 22.05.2014       | 09  | Nadchodzi Amora                   | Here Comes Cupid                        |
|                   |                  |     |                                   |                                         |
| 27.08.2013        | 22.05.2014       | 10  | Ładne buty                        | The Shoe Must Go On                     |
|                   |                  |     |                                   |                                         |
| 10.09.2013        | 22.05.2014       | 11  | Kot, który tropił wilka           | The Cat Who Cried Wolf                  |
|                   |                  |     |                                   |                                         |
| 25.09.2013        | 22.05.2014       | 12  | Cedar Wood chce kłamać            | Cedar Wood Would Love to Lie            |
|                   |                  |     |                                   |                                         |
| 29.10.2013        | 22.05.2014       | 13  | Randka z Raven                    | Catching Raven                          |
|                   |                  |     |                                   |                                         |
| 10.11.2013        | 22.05.2014       | 14  | Dzień po ceremonii                | The Day Ever After                      |
|                   |                  |     |                                   |                                         |
| 17.11.2013        | 22.05.2014       | 15  | Zastąpić Raven                    | Replacing Raven                         |
|                   |                  |     |                                   |                                         |
| ROZDZIAŁ DRUGI    |                  |     |                                   |                                         |
|                   |                  |     |                                   |                                         |
| 07.01.2014        | 22.05.2014       | 16  | Uwierz Blondie                    | Blondie's Just Right                    |
|                   |                  |     |                                   |                                         |
| 21.01.2014        | 23.08.2014       | 17  | Dzień Zakochanych Serc - Część 1  | True Hearts Day - Part 1                |
|                   |                  |     |                                   |                                         |
| 04.02.2014        | 23.08.2014       | 18  | Dzień Zakochanych Serc - Część 2  | True Hearts Day - Part 2                |
|                   |                  |     |                                   |                                         |
| 18.02.2014        | 23.08.2014       | 19  | Dzień Zakochanych Serc - Część 3  | True Hearts Day - Part 3                |
|                   |                  |     |                                   |                                         |
| 04.03.2014        | 22.05.2014       | 20  | Nowy przedmiot                    | Class Confusion                         |
|                   |                  |     |                                   |                                         |
| 18.03.2014        | 22.05.2014       | 21  | Czarodziny Apple                  | Apple's Birthday Bake-Off               |
|                   |                  |     |                                   |                                         |
| 01.04.2014        | 22.05.2014       | 22  | Prawdziwe piękno                  | The Beautiful Truth                     |
|                   |                  |     |                                   |                                         |
| 15.04.2014        | 22.05.2014       | 23  | Awaria Lusternetu                 | MirrorNet Down                          |
|                   |                  |     |                                   |                                         |
| 29.04.2014        | 22.05.2014       | 24  | Rebelsi mają talent               | Rebel's Got Talent                      |
|                   |                  |     |                                   |                                         |
| 13.05.2014        | 22.05.2014       | 25  | Pewnego razu przy herbacie        | Once Upon a Table                       |
|                   |                  |     |                                   |                                         |
| 27.05.2014        | 27.05.2014       | 26  | Drzewo rodzinne Blondie           | Blondie Branches Out                    |
|                   |                  |     |                                   |                                         |
| 10.06.2014        | 10.06.2014       | 27  | Royalso-Rebels: Poopy             | Poppy the Roybel                        |
|                   |                  |     |                                   |                                         |
| 24.06.2014        | 24.06.2014       | 28  | Nie dzielmy włosa na dwoje        | O'Hair's Split Ends                     |
|                   |                  |     |                                   |                                         |
| 08.07.2014        | 08.07.2014       | 29  | Kapelustyczna impreza Maddie      | Maddie's Hat-Tastic Party               |
|                   |                  |     |                                   |                                         |
| 22.07.2014        | 22.07.2014       | 30  | Pierwsza bajkorandka Lizzy Hearts | Lizzie Heart's Fairytale First Date     |
|                   |                  |     |                                   |                                         |
| 08.08.2014        | 05.08.2014       | 31  | Królewska praktyka Apple          | Apple’s Princess Practice               |
|                   |                  |     |                                   |                                         |
| 19.08.2014        | 19.08.2014       | 32  | Lizzie rządzi na boisku           | Lizzie Shuffles the Deck                |
|                   |                  |     |                                   |                                         |
| 02.09.2014        | 02.09.2014       | 33  | Jezioro Księżniczki Swan          | Duchess Swan's Lake                     |
|                   |                  |     |                                   |                                         |
| 16.09.2014        | 16.09.2014       | 34  | Panika na pikniku Cerise          | Cerise's Picnic Panic                   |
|                   |                  |     |                                   |                                         |
| 30.09.2014        | 01.10.2014       | 35  | Tajemnica Kitty Cheshire          | Kitty's Curious Tale                    |
|                   |                  |     |                                   |                                         |
| 11.11.2014        | 11.11.2014       | 36  | Cupid wykłada karty... prawie     | Cupid Comes Clean... Kinda              |
|                   |                  |     |                                   |                                         |
| 25.11.2014        | 25.11.2014       | 37  | Królową Baśni zostaje...          | And the Thronecoming Queen is...        |
|                   |                  |     |                                   |                                         |
| 23.12.2014        | 25.12.2014       | 38  | Dobry uczynek                     | Best Feather Forward                    |
|                   |                  |     |                                   |                                         |
| ODCINEK SPECJALNY |                  |     |                                   |                                         |
|                   |                  |     |                                   |                                         |
| 09.02.2014        | 23.08.2014       | S2  | Dzień Zakochanych Serc            | True Hearts Day                         |
|                   |                  |     |                                   |                                         |
| ODCINEK SPECJALNY |                  |     |                                   |                                         |
|                   |                  |     |                                   |                                         |
| 02.11.2014        | 22.11.2014       | S3  | Dzień koronacji                   | Thronecoming                            |
|                   |                  |     |                                   |                                         |
| ROZDZIAŁ TRZECI   |                  |     |                                   |                                         |
|                   |                  |     |                                   |                                         |
| 06.01.2015        | 06.01.2015       | 39  | Czarowne wypieki Ginger           | Ginger in the BreadHOUSE                |
|                   |                  |     |                                   |                                         |
| 13.03.2015        | 13.03.2015       | 40  | Pokaz mody Ashlynn                | Ashlynn's Fashion Frolic                |
|                   |                  |     |                                   |                                         |
| 27.03.2015        | 27.03.2015       | 41  | Wyjątkowe zaproszenie             | An Hexclusive Invitation                |
|                   |                  |     |                                   |                                         |
| 10.04.2015        | 10.04.2015       | 42  | Starannie dobrane                 | Chosen with Care                        |
|                   |                  |     |                                   |                                         |
| 24.04.2015        | 24.04.2015       | 43  | Sama słodycz                      | Just Sweet                              |
|                   |                  |     |                                   |                                         |
| 08.05.2015        | 08.05.2015       | 44  | Przez las                         | Through the Woods                       |
|                   |                  |     |                                   |                                         |
| 22.05.2015        | 22.05.2015       | 45  | Niechciani goście                 | Baking and Entering                     |
|                   |                  |     |                                   |                                         |
| 05.06.2015        | 05.06.2015       | 46  | Randka                            | Date Night                              |
|                   |                  |     |                                   |                                         |
| 19.06.2015        | 19.06.2015       | 47  | Na kurzej nóżce                   | Driving Me Cuckoo                       |
|                   |                  |     |                                   |                                         |
| 03.07.2015        | 01.07.2015       | 48  | Biba na bagnie                    | Bog Bash                                |
|                   |                  |     |                                   |                                         |
| 17.07.2015        | 16.07.2015       | 49  | Wybór Faybelle                    | Faybelle's Choice                       |
|                   |                  |     |                                   |                                         |
| 31.07.2015        | 31.07.2015       | 50  | Sad Dziedzictwa                   | The Legacy Orchard                      |
|                   |                  |     |                                   |                                         |
| 04.09.2015        | 04.09.2015       | 51  | Słodkie czary                     | Sugar Coated                            |
|                   |                  |     |                                   |                                         |
| 18.09.2015        | 18.09.2015       | 52  | Baśniowe łyżwiarki                | Fairest on Ice                          |
|                   |                  |     |                                   |                                         |
| 02.10.2015        | 02.10.2015       | 53  | Prosto w serce                    | Heart Struck                            |
|                   |                  |     |                                   |                                         |
| 30.10.2015        | 30.10.2015       | 54  | Strategie miłości                 | Bunny + Alistair 4 Ever After           |
|                   |                  |     |                                   |                                         |
| 13.11.2015        | 13.11.2015       | 55  | Krokiet-tastrofa!                 | Croquet-Tastrophe!                      |
|                   |                  |     |                                   |                                         |
| 27.11.2015        | 27.11.2015       | 56  | Darling bohaterka                 | Save Me, Darling!                       |
|                   |                  |     |                                   |                                         |
| 04.12.2015        | 04.12.2015       | 57  | Rosabella w obronie bestii        | Rosabella and the Beasts                |
|                   |                  |     |                                   |                                         |
| 11.12.2015        | 14.12.2015       | 58  | Co kryją karty Courtly Jester?    | What's in the Cards for Courtly Jester? |
|                   |                  |     |                                   |                                         |
| 25.12.2015        | 21.12.2015       | 59  | Czartlon                          | Tri-Castle-On                           |
|                   |                  |     |                                   |                                         |
| FILM              |                  |     |                                   |                                         |
|                   |                  |     |                                   |                                         |
| 06.02.2015        | 21.03.2015       | F1  | Święto Baśniowiosny               | Spring Unsprung                         |
|                   |                  |     |                                   |                                         |
| FILM              |                  |     |                                   |                                         |
|                   |                  |     |                                   |                                         |
| 14.08.2015        | 17.10.2015       | F2  | W Krainie Czarów                  | Way Too Wonderland                      |
|                   |                  |     |                                   |                                         |
| FILM              |                  |     |                                   |                                         |
|                   |                  |     |                                   |                                         |
| 29.01.2016        | 29.03.2016       | F3  | Smocze Igrzyska                   | Dragon Games                            |
|                   |                  |     |                                   |                                         |
| ROZDZIAŁ CZWARTY  |                  |     |                                   |                                         |
|                   |                  |     |                                   |                                         |
| 07.04.2016        | 07.04.2016       | 60  | Księżycowa tajemnica              | Moonlight Mystery                       |
|                   |                  |     |                                   |                                         |
| 22.04.2016        | 22.04.2016       | 61  | Lista życzeń                      | Wish List                               |
|                   |                  |     |                                   |                                         |
| 06.05.2016        | 06.05.2016       | 62  | Historia dwóch imprez             | A Tale of Two Parties                   |
|                   |                  |     |                                   |                                         |
| 13.05.2016        | 13.05.2016       | 63  | Mały wielki świat                 | Thumb-believable!                       |
|                   |                  |     |                                   |                                         |
| 20.05.2016        | 17.06.2016       | 64  | Zakręcone rytmy Piper             | Piping Hot Beats                        |
|                   |                  |     |                                   |                                         |
| 17.06.2016        | 29.07.2016       | 65  | Wysokie loty                      | Beanstalk Bravado                       |
|                   |                  |     |                                   |                                         |
| 09.09.2016        | 09.09.2016       | 66  | Meeshell wychodzi z cienia        | Meeshell Comes Out Of Her Shell         |
|                   |                  |     |                                   |                                         |
| 23.09.2016        | 23.09.2016       | 67  | Jak się robi zimę                 | There's No Business Like Snow Business  |
|                   |                  |     |                                   |                                         |
| 07.10.2016        | 07.10.2016       | 68  | Wielki wilczy sekret              | A Big Bad Secret!                       |
|                   |                  |     |                                   |                                         |
| FILM              |                  |     |                                   |                                         |
|                   |                  |     |                                   |                                         |
| 05.08.2016        | 05.08.2016       | F4  | Zima Wszech Baśni                 | Epic Winter                             |
|                   |                  |     |                                   |                                         |